# ررز
رَرز جماعت و شهرکی با ۸٬۵۰۷ نفر جمعیت در ناحیهٔ عینی ولایت سغد است که در شمال غربی تاجیکستان قرار دارد.